# Isstok
Isstok er en sportsgren, der kan spilles hele året rundt, om vinteren på is 
og om sommeren på asfalt. 
Banen, der spilles på, er 25 meter lang 
og 3 meter bred.
I hver ende af banen er der et målfelt på 6 x 3 meter,
som er det felt, selve spillet foregår i.
Stokken som man spiller med, vejer ca. 4 kg og består af et håndtag, en skål og en plade.
Pladerne fås i flere forskellige farver :
Grøn, sort, grå, gul og blå.
Den grønne plade er lavet af hård gummi 
og er meget hurtig på isen,
hvorimod den blå er lavet af blød gummi 
og er meget langsom.
Dauben er en lille gummiring, som er spillets centrum.
Det vil sige, at når spillet startes, lægges dauben i centrum af målfeltet.
Bliver dauben berørt af en stok,
er daubens nye plads nu centrum.
Hvis dauben skydes ud af målfeltet, skal den returneres til målfeltets centrum.

## Historie
Selvom isstok er en ukendt sport i Danmark, 
har den eksisteret i over 200 år. 
Sporten stammer fra Alperne, men er  oprindelig 
en afgrening af curling, som stammer fra Skotland.
Isstok er en avanceret måde at spille curling på, 
hvor kosten i curling er blevet erstattet med en 
udskiftelig plade på isstokken.
Sporten blev introduceret her i landet første gang i 1987.
Hvidovre Isstok Forening  blev herefter stiftet i 1990.
En af profilerne i klubben er Ib-René Beckmann Wede, som igennem mange år har været en vigtig spiller på det danske landshold. 
Der er pt ingen damehold i Danmark.
Ved EM 2024 i Tyskland, blev det til en guldmedalje til Danmark.
Isstok er som sagt ikke særligt udbredt i Danmark 
for tiden, da der kun er én klub i Danmark.
Men der arbejdes kraftigt på at få nye klubber til.
Det danske forbund har et tæt og venskabligt samarbejde med det finske forbund
Til gengæld er isstoksporten meget udbredt i 
Alpelandene. I Østrig er der f.eks. ca. 200.000 aktive. 
Andre store nationer inden for sporten er bl.a. Tyskland, Schweiz, Italien
og Slovenien.
På verdensplan er der over 40 nationer, der spiller isstok. Heriblandt nogle "eksotiske" lande fra Afrika og Sydamerika og Australien. 
Sporten har været demonstrationssport ved to olympiske vinterlege, 1936 og 1964.
Isttok på verdensplan bliver organiseret International Federation Icestock (IFI)